# Janis Ferdinands Tidemanis
Janis Ferdinands Tidemanis (né le 1er octobre 1897 à Ventspils et mort le 12 avril 1964 à Toronto) est un peintre letton. Il est l'un des rares artistes lettons représentant le Modernisme dans les années 1930.

## Histoire
Janis Ferdinands Tidemanis est né le 1er octobre 1897 à Ventspils en Lettonie. Il y reste jusqu’à l’âge de 14 ans et reçoit sa première instruction scolaire au Lycée de la même ville.
En 1911 Janis Tidemanis part pour l’Amérique chez son oncle à Cleveland (Ohio) et fréquente l’école publique. En même temps, il étudie la peinture à l’école des Arts « Toos Cucsk » avec le professeur Nagy.
En 1917, il part pour l’Italie afin d’étudier la peinture puis rentre à l’Académie Royale des Beaux-Arts à Anvers. Afin de se procurer les moyens d’étudier, il retourne en Amérique pendant les vacances et travaille comme décorateur.
En 1927, Janis Tïdemanis termine l’Académie Royale des Beaux-Arts avec le diplôme de première catégorie et rentre à l’Institut Supérieur des Beaux-Arts d’Anvers.Pendant ses études, il  organise des expositions permanentes de ses œuvres à Anvers et à Bruxelles. Sa première exposition à Anvers en 1928 le rend très populaire en Belgique.
En 1930 il termine l’Institut Supérieur des Beaux-Arts d’Anvers et expose à Anvers, Bruxelles, Riga, Kaunas et Tallinn. Il prend part au centenaire de l’exposition rétrospective des Arts à Anvers, que la Reine Astrid inaugure. Il est présenté à la Reine Élisabeth, à la Reine Astrid ainsi qu’au Roi Léopold III. La Reine Élisabeth visite personnellement son atelier. Il est également décoré « Chevalier de l’Ordre de Léopold II ».
En 1932 Janis Tidemanis prend part à la Xe Olympiade internationale de Los Angeles où il gagne le 1er prix parmi des peintres de tous pays.
En 1935, il fait deux fresques de 40 m2 à l’exposition mondiale de Bruxelles qui lui valent le Grand Prix avec diplôme d’honneur. Il retourne la même année en Lettonie où il organise ses expositions  permanentes dans différentes villes, notamment à Riga, Liepaja, Ventspils, Jelgava, Tukums et prend également part aux expositions collectives des peintres lettons.
Il abandonne environ 400 tableaux à Riga au moment de l’évacuation de la ville en 1944.  Déporté le 2 octobre de cette même année par les Allemands, Janis Tidemanis se retrouve à Dachau en Allemagne et ensuite à Constance[réf. nécessaire].
Il part le 26 décembre 1944 pour se réfugier en Suisse. À cette époque, ses œuvres se trouvent dans les musées de Malmö (Suède). Bruxelles, Anvers, Tallinn (Estonie), Kaunas (Lituanie), en Amérique, en Russie et en Lettonie à Riga, Liepaja, Jelgava, Tukums, etc. Plus de 600 tableaux sont chez des collectionneurs privés, surtout en Belgique et en Lettonie.
Il part ensuite pour le Canada où il s’installe et meurt le 12 avril 1964 à Toronto.

## Œuvre
Le style de ses peintures est expressif avec un coup de pinceau vif. Il utilise beaucoup la technique du clair-obscur avec un fond sombre ; cela met en exergue la couleur qui joue un rôle majeur dans sa peinture.
Janis Ferdinands Tidemanis travaillait principalement à l’huile, au crayon, au charbon mais aussi la gravure. Il peignait des natures mortes, des paysages, des portraits et des œuvres figuratives, des villes, des marchés, des ports, des nus. Il aimait utiliser des couleurs vives.